# Pomnik Lotników Toruńskich
Pomnik Lotników Toruńskich – obelisk znajdujący się przy ul. 4. Pułku Lotniczego w Toruniu, w pobliżu budynków należących do Aeroklubu Pomorskiego. Upamiętnia powstałą w 1920 roku Eskadrę Lotniczą, na podstawie której uformowano 4 Pułk Lotniczy.
Pomnik składa się z czerwonego, granitowego głazu, umieszczonego na betonowym postumencie. Na głazie umieszczono marmurową tablicę z wykutym wizerunkiem orła z wieńcem laurowym i inskrypcją: Cześć i chwała toruńskim lotnikom. Dla upamiętnienia nadania imienia gen. pil. Stanisława Skalskiego Aeroklubu Pomorskiego w 70 rocznicę jego istnienia. 3 września 2005. Na szczycie kamienia widnieje brązowa figurka przedstawiająca orła z rozpostartymi skrzydłami i stojącego na kuli.
Pomnik został odsłonięty 22 lipca 1985 roku. Pierwotnie na głazie znajdowała się tabliczka z napisem: Cześć i chwała toruńskim lotnikom. W 40-tą rocznicę Manifestu PKWN i 50-cio lecie Aeroklubu Pomorskiego. 22.VII.1985 Społeczeństwo Torunia.. Pod tablicą widniało logo wykonawcy, grudziądzkich zakładów WARMA. 3 września 2005 roku zmieniono tablicę. Nową tablicę zaprojektował i wykonał Andrzej Borcz.